# Monastero di Santa Chiara (Camerino)
Il monastero di Santa Chiara è un complesso ecclesiastico situato nel centro storico di Camerino, nel Borgo San Venanzio, in via Ansovino Medici.

## Storia

### Fondazione e ingresso delle clarisse

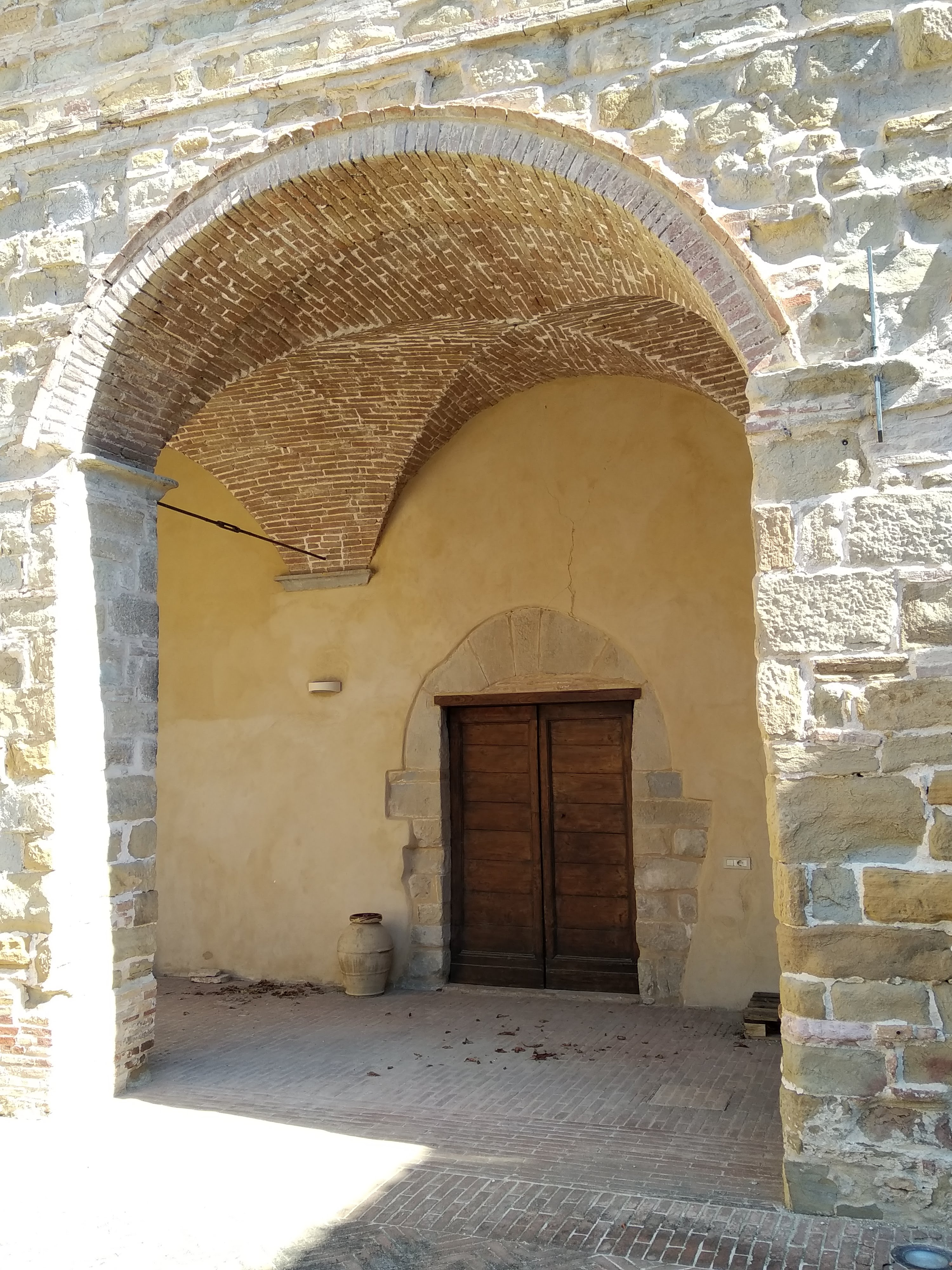
Resti della fase pre-clariana del monastero di santa Chiara di Camerino, lato nord-ovest del Chiostro

La chiesa e l’edificio annesso furono costruiti per volontà di Giovanni I da Varano, detto Spaccaferro; il monastero era in origine intitolato a Santa Maria Nova. Probabilmente il complesso religioso fu edificato a partire da una precedente costruzione fortificata, nota come Belmangeri o Belmagneri («bel maniero»). Giovanni donò lo stabile, con il suo testamento del 18 luglio 1384, ai monaci olivetani, che lo tennero fino al 1483, quando vi si insediarono le monache clarisse, che occuparono anche il nuovo edificio fatto erigere da Giulio Cesare da Varano per la figlia Camilla (suor Battista) «a levante dell’antico monastero». Gli olivetani presero allora possesso del convento di San Matteo di Coldibove, che assunse la denominazione di Santissima Annunziata di Coldibove.
Suor Battista entrò nel monastero con otto compagne il 4 gennaio 1484. L'atto di possesso stabiliva che nel monastero si professasse la stretta povertà; il mantenimento delle religiose era assicurato da derrate passate dalla signoria di Camerino. Poco dopo l’arrivo delle clarisse, si promossero lavori di abbellimento del complesso: nel 1489 fu costruito il coro intarsiato, opera di Domenico Indivini da San Severino; nel 1491 alcuni lavori furono svolti da Matteo Frosini da Settignano, detto Lancino.
Negli anni seguenti Suor Battista abitò nel monastero, ad eccezione dei suoi soggiorni ad Atri, Fermo e Sanseverino Marche, ricoprendo in più occasioni la carica di abbadessa. Con il fine di mantenere tra le consorelle l’osservanza della vita monastica, Battista volgarizzò l'Explicatio regulae s. Clarae di Giovanni da Capistrano col titolo Dichiarazione sopra i capitoli della regola dell’ordine di Santa Chiara. Temendo che l'eccessivo numero di sorelle fosse di impedimento ad una vita ordinata e tenendo conto delle scarse entrate del monastero, Suor Battista ottenne dal Ministro Generale Padre Francesco Lichetti un decreto con cui si ordinava che le monache non superassero il numero di quarantacinque.

### Il monastero dopo suor Battista

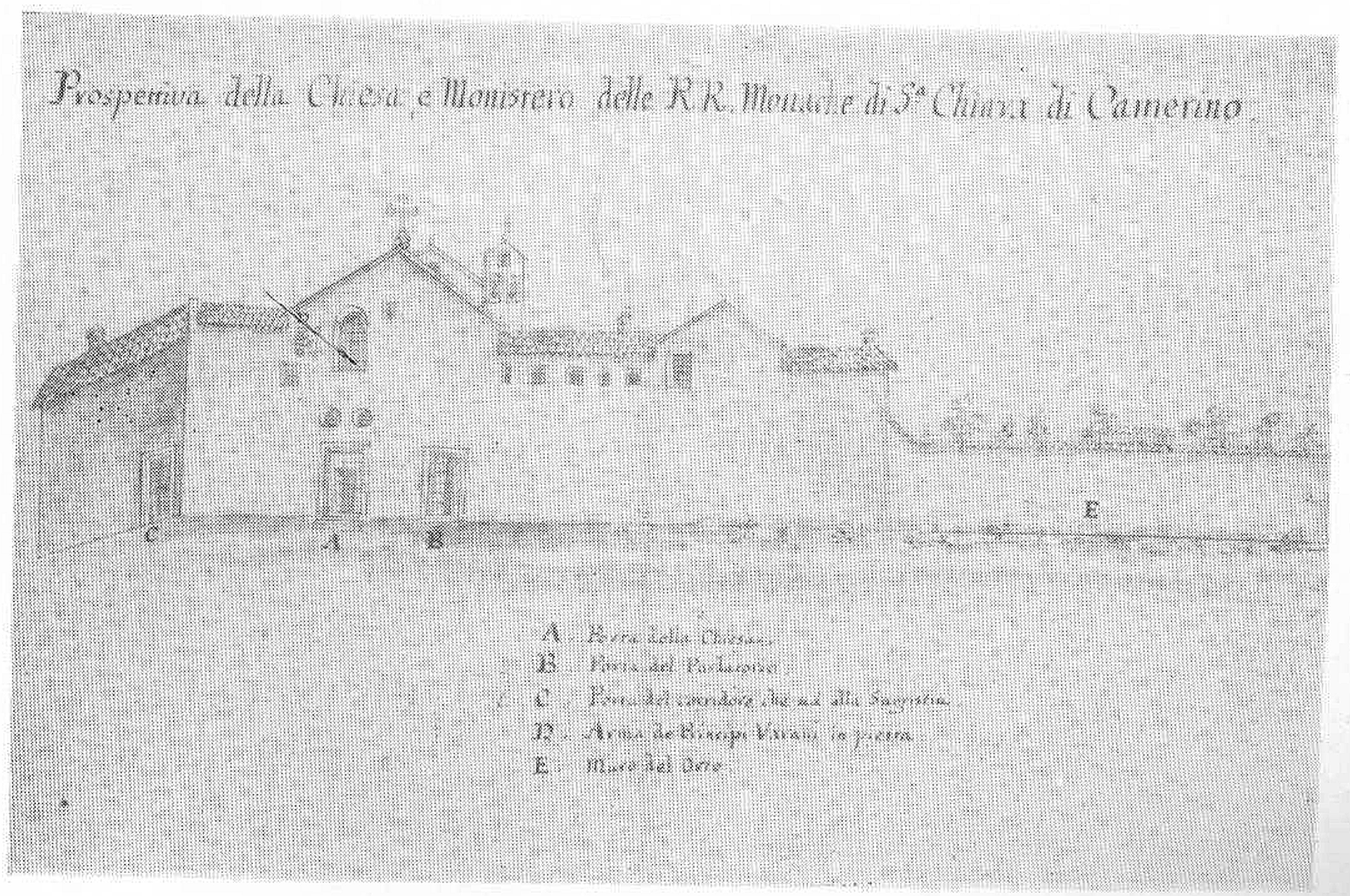
"Prospettiva della Chiesa e Monistero delle RR. Monache di Santa Chiara di Camerino", XVII secolo, l'unico documento iconografico del monastero prima del terremoto del 1799

Suor Battista morì il 31 maggio 1524. Il corpo della religiosa fu sepolto nel coro delle monache. Trent’anni più tardi le monache vollero collocare il corpo in un sepolcro a parte; in tale occasione la salma fu rinvenuta incorrotta. Il padre confessore fu tuttavia contrario a questa iniziativa e comandò che il cadavere venisse ricollocato nella sepoltura comune e che gli fossero buttate sopra terra, calce e acqua, che lo disfecero. Questa decisione fu forse dovuta al fatto che si sospettava che la religiosa fosse morta di peste e che dunque si volesse evitare che, esibendo il corpo, ci si esponesse a rischi epidemici.
Al ritorno di Camerino sotto l'immediata dipendenza dalla Santa Sede (1545), il papato confermò la dotazione accordata al monastero da Giulio Cesare da Varano. Nel 1572 si ebbe la visita apostolica di monsignor Pietro De Lunel, che trovò il monastero, per quanto abbastanza ampio, insufficiente ad accogliere le sessanta monache che vi abitavano. Il visitatore comandò, tra le altre prescrizioni, che si collocasse una doppia grata nel parlatorio che comunicava con la casa del confessore e in quello adiacente alla porta d'ingresso, da cui inoltre fece rimuovere un sedile affinché i visitatori non si trattenessero a lungo a conversare con le religiose. 
Nel 1593 furono promossi lavori di restauro: vennero ricostruiti il pavimento del coro e la sepoltura delle religiose. In questa occasione vennero nuovamente ritrovati i resti di suor Battista: oltre alle ossa, «esalanti un soavissimo profumo», si rinvenne quella che fu tradizionalmente ritenuta la lingua della monaca, che venne racchiusa in un reliquiario d’argento, mentre le ossa furono collocate in un deposito nel coro, dove rimasero fino al 1626. Ulteriori restauri, unitamente a una nuova ricognizione dei resti, si ebbero alla metà del Settecento.

### Dal terremoto del 1799 al XX secolo
Il terremoto del 28 luglio 1799 provocò la pressoché completa distruzione della chiesa e del monastero; rimase in piedi soltanto il refettorio. Il complesso fu ricostruito negli anni immediatamente successivi, apportando notevoli modifiche nella distribuzione degli ambienti. All’epoca di Napoleone, il Regio Demanio prese possesso del monastero e delle sue pertinenze (2 maggio 1808); due anni più tardi le monache furono costrette a lasciare l’edificio, dove fecero ritorno prima del 1820. Negli anni successivi, tra il 1832 e il 1835, le religiose fecero riparare la volta del coro e promossero altri lavori di restauro.
Nel 1843 la Sacra Congregazione dei Riti approvò il culto della beata Battista; l’anno successivo grandi festeggiamenti si tennero a Camerino in onore della religiosa. In quell’occasione la "lingua" della beata fu collocata in un nuovo reliquiario d’argento donato dall’arcivescovo della cittadina marchigiana, mentre le ossa vennero ricomposte dentro una statua di cera raffigurante la beata giacente.

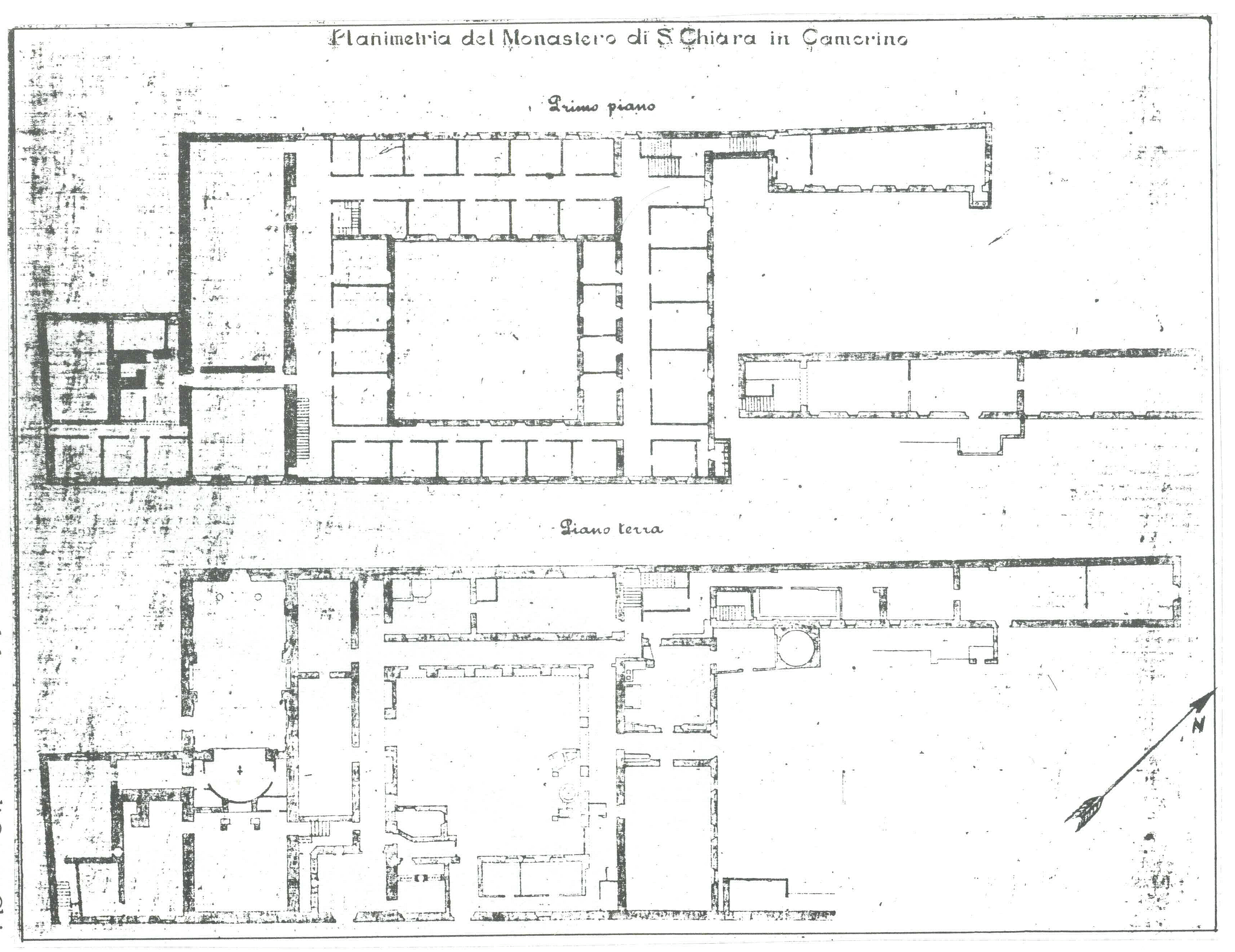
Pianta di piano terra e primo piano del Monastero di santa Chiara di Camerino, 1950 circa, prima dei restauri che hanno modificato in parte l'aspetto del piano terra

Il periodo post-unitario si aprì con il decreto di soppressione del monastero, emanato da Lorenzo Valerio il 13 gennaio 1861. A seguito dell'incameramento dei beni ecclesiastici, «le religiose caddero nella più squallida miseria». Poco più tardi, tuttavia, tra il 1867 e il 1880, si provvide al restauro, finanziato con fondi pubblici, della chiesa e del monastero. 
Il 3 ottobre 1896 il comune di Camerino decise la vendita del complesso, che il 3 aprile dell'anno successivo fu acquistato da una delle monache, suor Maria Angela - al secolo Giuseppina-  Barberis di San Maurizio di Casale Monferrato. In quello stesso anno 1897 fu collocato sull'altare maggiore della chiesa il dipinto di Orazio Orazi (1883) raffigurante il transito di suor Battista alla presenza di dame, cavalieri e monache, al di sotto del quale fu posto un pregevole paliotto. Il dipinto di Orazi fu sostituito poco dopo il 1938 con una tela seicentesca raffigurante Santa Chiara, suor Battista e il beato Pietro da Mogliano; prima del 1962 il dipinto di Orazi fu nuovamente posto sull'altare maggiore.
Poco più tardi, il primo gennaio 1904, la tranquillità del monastero fu messa alla prova dal crollo del tetto del coro, avvenuto in seguito a un'abbondante nevicata. Il coro intagliato da Domenico Indivini fu allora rimosso e trasferito presso la chiesa della Santissima Annunziata, sede del neocostituito Museo Civico, da cui fu riportato nella sua sede originaria nel 1944. L’ambiente che accoglie il coro ligneo venne ricostruito nel 1959.

### Dopo i terremoti del 1997 e del 2016

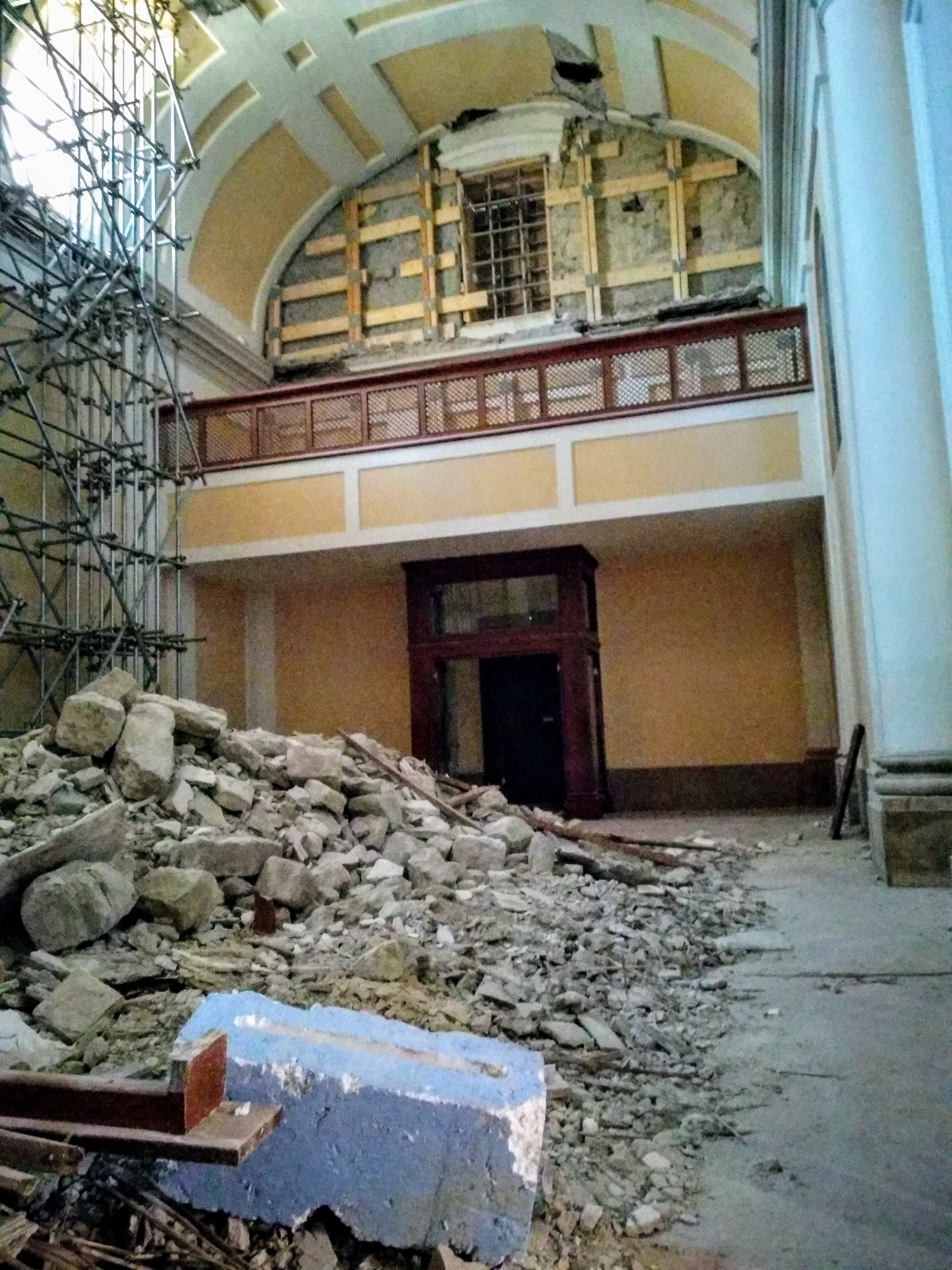
Interno e controfacciata della chiesa di santa Chiara di Camerino con le macerie dovute al terremoto del 2016

Pesanti danni ha inferto al monastero il terremoto del 26 settembre 1997, che ha reso inagibile l'intera struttura, interessata poi da un intervento di restauro, che si è concluso nel 2008. Appena qualche anno più tardi, il terremoto del 2016 ha gravemente colpito il complesso, rendendolo inagibile. A seguito del sisma, la gran parte delle opere d'arte del monastero di Santa Chiara è stata ricoverata in depositi di sicurezza, su iniziativa degli organi di tutela.
Nel settembre del 2018 è stata inaugurata, su parte dell'area già occupata dagli orti del monastero, una nuova struttura che comprende una foresteria, i dormitori e una chiesa, in cui sono stati collocati il Crocifisso di Domenico Indivini e la teca con la statua di resina contenente i resti di suor Battista.

## Descrizione
Il complesso monastico, di pianta parallelepipeda, è stretto tra due vie parallele, via Coldibove, che conduce al cimitero, e via A. Medici. La struttura è stata edificata in muratura, in pietra arenaria, che in origine doveva essere interamente intonacata come la maggior parte degli edifici rinascimentali. Gli elementi architettonici e gli stessi materiali sono esemplificativi delle architetture dei territori dell’Italia centrale del XV e XVI secolo.
Il monastero ha il suo ingresso su via A. Medici ed è disposto su due livelli. Sulla facciata si può distinguere il piano terra con tre porte (quella della foresteria, l’ingresso principale del monastero e quella della pinacoteca) e sette finestre quadrate con delle grate. Nel piano superiore si aprono invece altre finestre e la struttura delle mura è movimentata da speroni e bucature, che dimostrano i tanti cambiamenti subiti dall'edificio, legati sia ai cambiamenti d'uso sia agli eventi naturali che hanno colpito il territorio (terremoti del 1799, del 1997 e del 2016). Su via Coldibove è situato l’ingresso della casa d’accoglienza, adibita ad ospitare gruppi di pellegrini che desideravano sostare presso il monastero. 

### Chiesa

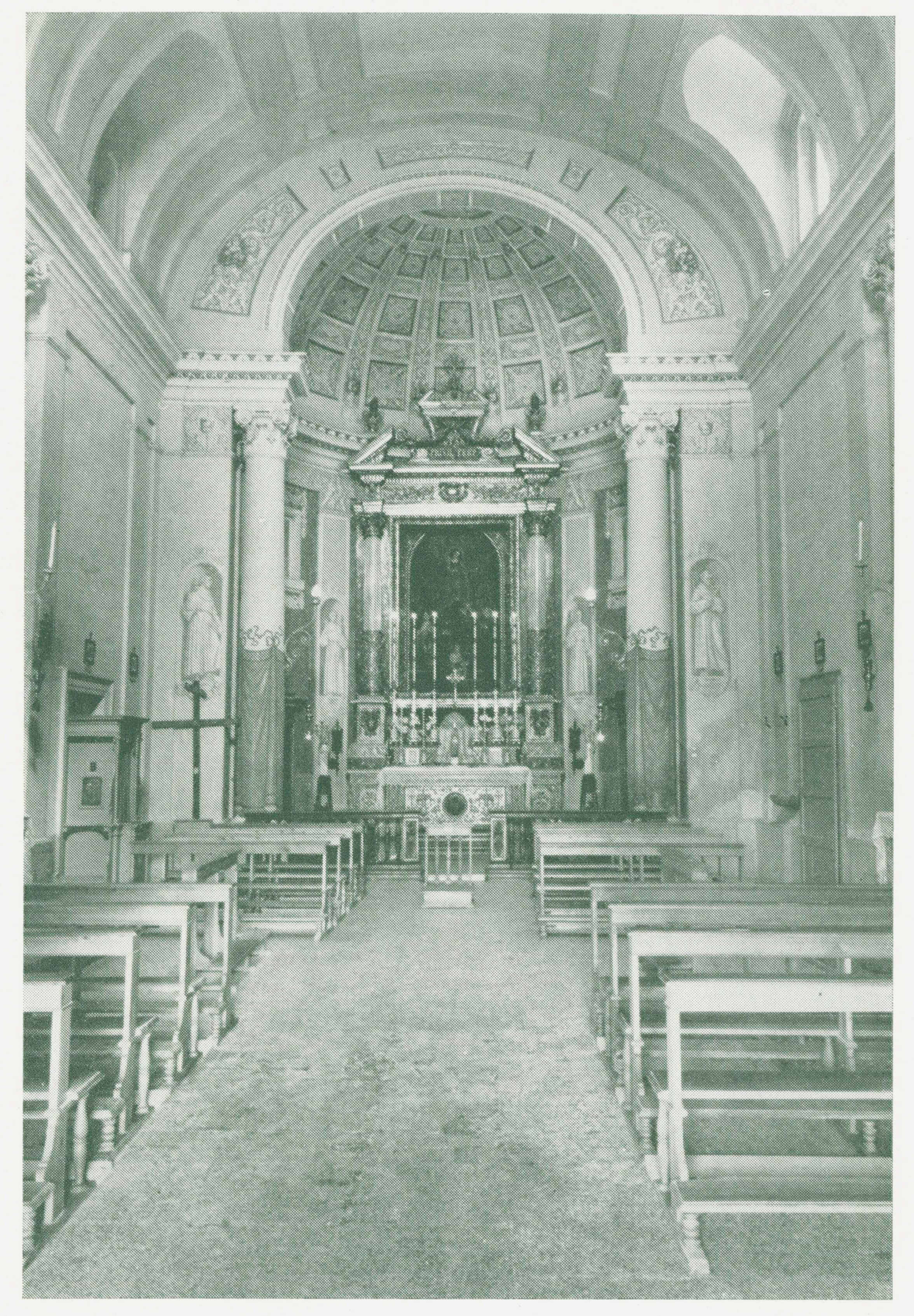
Una veduta storica dell'interno della chiesa monastica di Santa Chiara di Camerino, tratta da una cartolina degli anni '50 del XX secolo

La prima struttura incorporata all'interno del complesso monastico su via Coldibove è la chiesa ad unica navata, oltre la quale si apre il vano ospitante il coro ligneo intagliato e intarsiato, opera di Domenico Indivini, firmato e datato 1489. Questi due ambienti contigui sono separati da colonne ai lati dell’abside con una muratura leggera. In principio la chiesa era dedicata a santa Maria Nova, ma successivamente venne intitolata a Santa Chiara, fondatrice dell’ordine delle Clarisse. La chiesa ha subito numerose trasformazioni: l’antico ingresso, ad esempio, era posto sul lato del coro (su via A. Medici), probabilmente in origine posizionato su piano sopraelevato, con gli stalli non addossati al muro. Il corridoio che si creava tra il muro e gli stalli era il passaggio che permetteva alle monache di accedere al coro. Successivamente invece è posto alla stessa altezza della navata ed è addossato alla parete di fondo. La chiesa è adiacente ad un ambiente voltato a crociera, adibito a cripta con le spoglie di suor Battista grazie all'apertura di una porta che collega i due ambienti. Attiguo alla cripta è stato allestito un ambiente adibito a museo dedicato alla santa.

### Chiostro

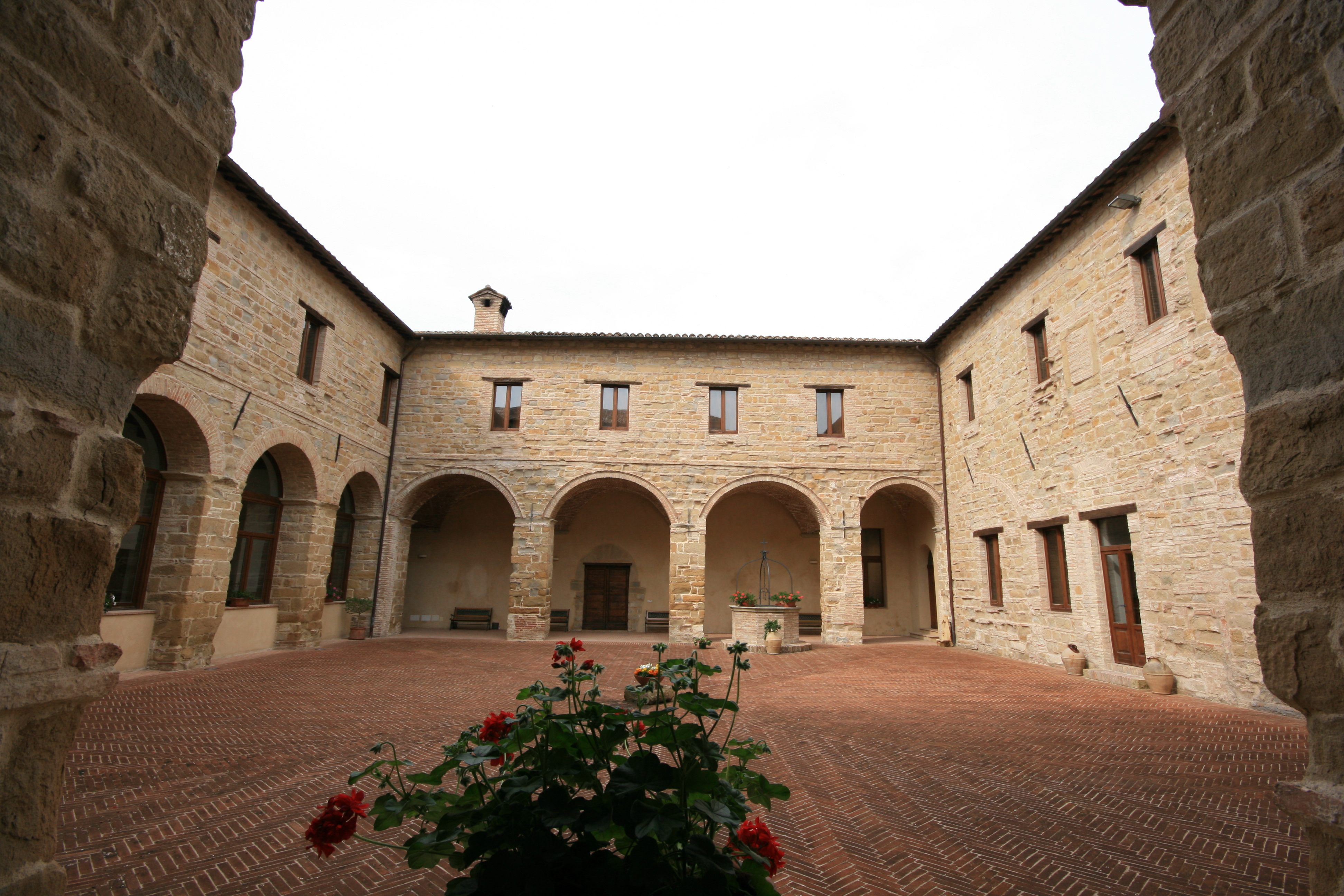
Veduta del chiostro del monastero di Santa Chiara di Camerino.

Il modulo centrale del monastero è il chiostro quadrato, costituito da due ordinamenti: il piano terra con gli ambienti di uso collettivo, composto da una serie di arcate voltate a croce, e il primo piano finestrato, dove si dispongono le celle che danno verso la strada, uno spazioso salone e una biblioteca.

### Ex refettorio
Tra gli ambienti di uso collettivo che si affacciano sul piano terra del chiostro, va segnalata una struttura che nella fase olivetana e nei primi anni della presenza clariana era destinata a refettorio e poi, fino al terremoto del 2016, è stata adibita a pinacoteca e sala per conferenze. Nell’ex refettorio è conservato l’affresco staccato della Crocifissione di Giovanni di Corraduccio da Foligno e la sua sinopia. Questa grande sala rettangolare è affiancata da due ambienti: il passaggio per l’orto e il laboratorio. In quest’ultimo luogo era posto un grande camino dove suor Battista ebbe una delle sue prime visioni mistiche. Distrutto nel corso dei secoli, venne ricostruito dopo il terremoto del 1997 nella stessa posizione e con le stesse proporzioni grazie ad una foto riprodotta nel volume delle Opere Spirituali di suor Battista. A fianco a quest’ultima stanza si trova un ambiente, una volta adibito a dispensa, dove è presente un grande arco a sesto acuto, che dimostra come fossero qui le mura del 1384 che proteggevano il Borgo di San Venanzio, facente parte dei possedimenti di Giovanni Varano.

### Orto

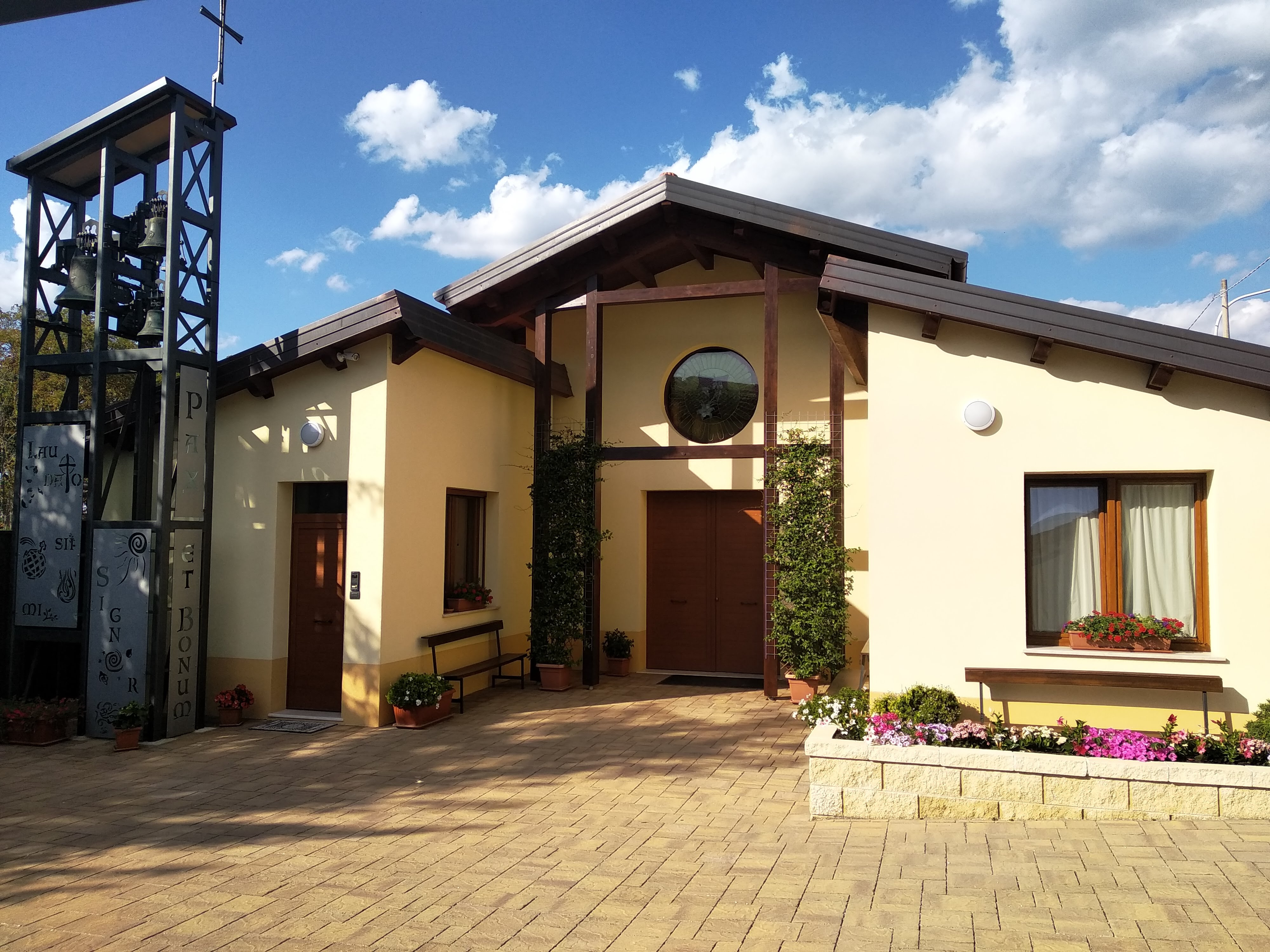
La facciata e il campanile della chiesa monastica di santa Chiara di Camerino, costruita dopo il terremoto del 2016

L’ultimo modulo costruttivo del monastero è costituito dall'ala minore, che racchiude al suo interno l'orto e la nuova struttura adibita a monastero, comprendente anche la nuova chiesa e la foresteria, edificata dopo il terremoto del 2016. L’orto in precedenza era un grande appezzamento di terra che si estendeva su tutto il crinale della collina fino a costeggiare il cimitero.

## Patrimonio artistico

### Crocifissione di Giovanni di Corraduccio e sinopia
Nell'ex refettorio del monastero sono presenti due dipinti murali, posti in due pareti, l’uno di fronte all'altro.

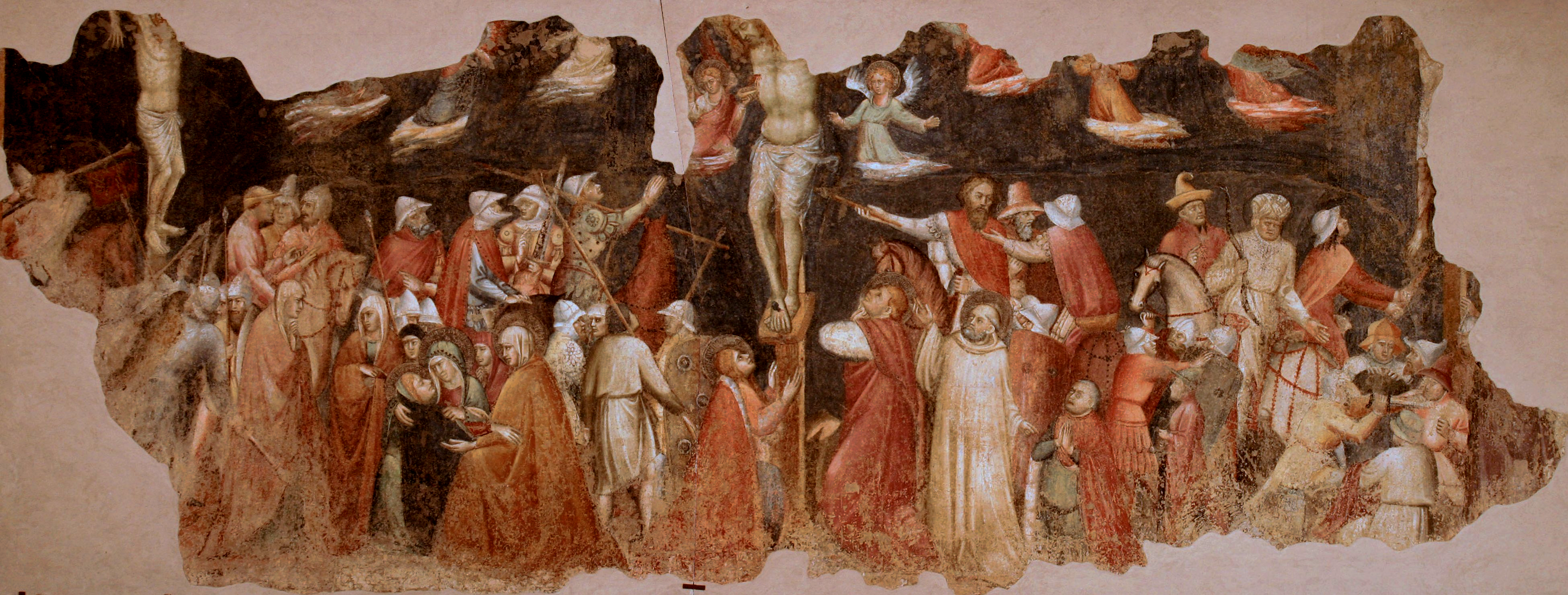
Dipinto murale con la Crocifissione di Giovanni di Corraduccio (inizio XV secolo) presso il refettorio già degli Olivetani, ora del Monastero santa Chiara a Camerino (MC)

Su una parete si trova solo un resto di dipinto e una sinopia, mentre sull'altra è conservato un dipinto murale portato a termine. Entrambi i dipinti raffigurano la Crocifissione di Cristo e dei due ladroni, e ai piedi delle croci si dispone una folla di personaggi; in occasione del restauro il secondo dipinto, che si trovava al di sopra del primo, è stato staccato e posto dove si trova.
Nel primo dipinto murale, l’unica parte completa di colore raffigura quattro angeli che raccolgono il sangue che sgorga dalle ferite di Cristo. L’opera è stata realizzata dopo il 1386, anno in cui gli Olivetani si insediano nell'allora chiesa di Santa Maria Nova (Santa Chiara) ed è stata probabilmente commissionata dall'Ordine tra il 1398 e il 1401.
Il personaggio più interessante del dipinto è quello in abito eremitico-penitenziale inginocchiato sulla sinistra ai piedi della croce. Il monaco è stato riconosciuto da Mario Sensi come san Bernardo Tolomei, fondatore dell’ordine degli Olivetani: il santo viene posto dall'artista in una posizione di primo piano, ovvero dove solitamente si trova la Maddalena, a sinistra della croce. Se si presta fede a questa identificazione, si tratterebbe della prima rappresentazione assoluta di Bernardo Tolomei, in quanto tutti gli altri ritratti del santo finora rinvenuti risalgono alla prima metà del XV secolo.
Il secondo dipinto murale è stato attribuito a Giovanni di Corraduccio, che lo avrebbe realizzato nel secondo decennio del XV secolo.
Ai piedi della Crocifissione si apre una folla di personaggi: sulla sinistra, la Maddalena abbraccia la croce, mentre sulla destra San Giovanni Evangelista tiene le mani giunte e guarda verso il corpo martoriato di Cristo; dietro di lui, Bernardo Tolomei, riconoscibile dalla veste bianca, sta presentando un personaggio in ginocchio. Dagli abiti sontuosi che indossa, si può ipotizzare che si tratti di Giovanni da Varano, detto lo Spaccaferro, fondatore di Santa Maria Nova, oppure di Rodolfo III, signore di Camerino negli anni di realizzazione del dipinto. A entrambi i lati della croce trovano posto altri personaggi a piedi e a cavallo, tra i quali si possono forse riconoscere altri membri della corte dei da Varano. Il primo cavaliere sulla sinistra è Longino. Alle due estremità del dipinto sono parzialmente visibili le altre due croci con i due ladroni. 

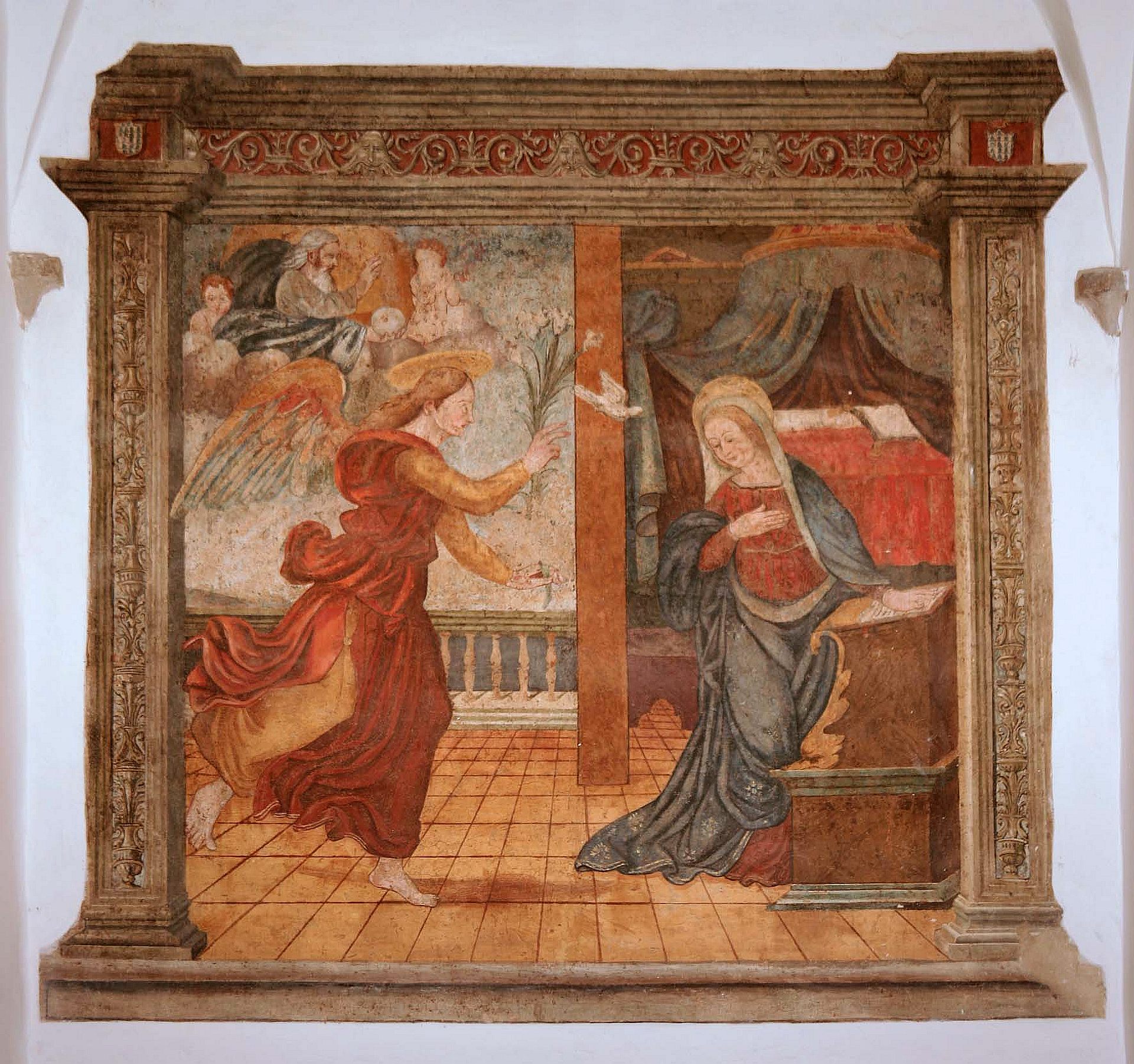
L'affresco dellAnnunciazione del monastero di Santa Chiara di Camerino, XVI secolo

### Annunciazione
Sulla parete di fondo del corridoio d’ingresso si trova un affresco in cui, entro una cornice classicheggiante di formato rettangolare, è raffigurata l’Annunciazione. L’opera risale ai primi del Cinquecento e denuncia l’influenza dell’arte di Luca Signorelli (il riferimento più prossimo è rappresentato dall’Annunciazione di Volterra del 1491). La committenza dell’opera è riconducibile ai Da Varano, e in particolare a suor Battista, come dimostrano i due stemmi della nobile famiglia che si notano negli angoli superiori della cornice.
La scelta del soggetto dell’opera può essere messa in relazione con la spiritualità e gli scritti di suor Battista, che nella Vita spirituale racconta il voto da lei fatto alla Vergine Maria, «con questo patto che io voliva in ogni modo sentire una sentilla de quello amore che essa [la Vergine] in tal dì [dell’Annunciazione] avea sentito». I gigli tenuti in mano dall’Arcangelo Gabriele, inoltre, rimandano ai tre gigli che furono lasciati da Gesù alla santa, come lei stessa riporta nella Vita spirituale, in contrassegno della sua avvenuta chiamata alla vita monastica, e che troviamo raffigurati in alcuni degli stalli del coro ligneo del monastero, realizzato da Domenico Indivini.

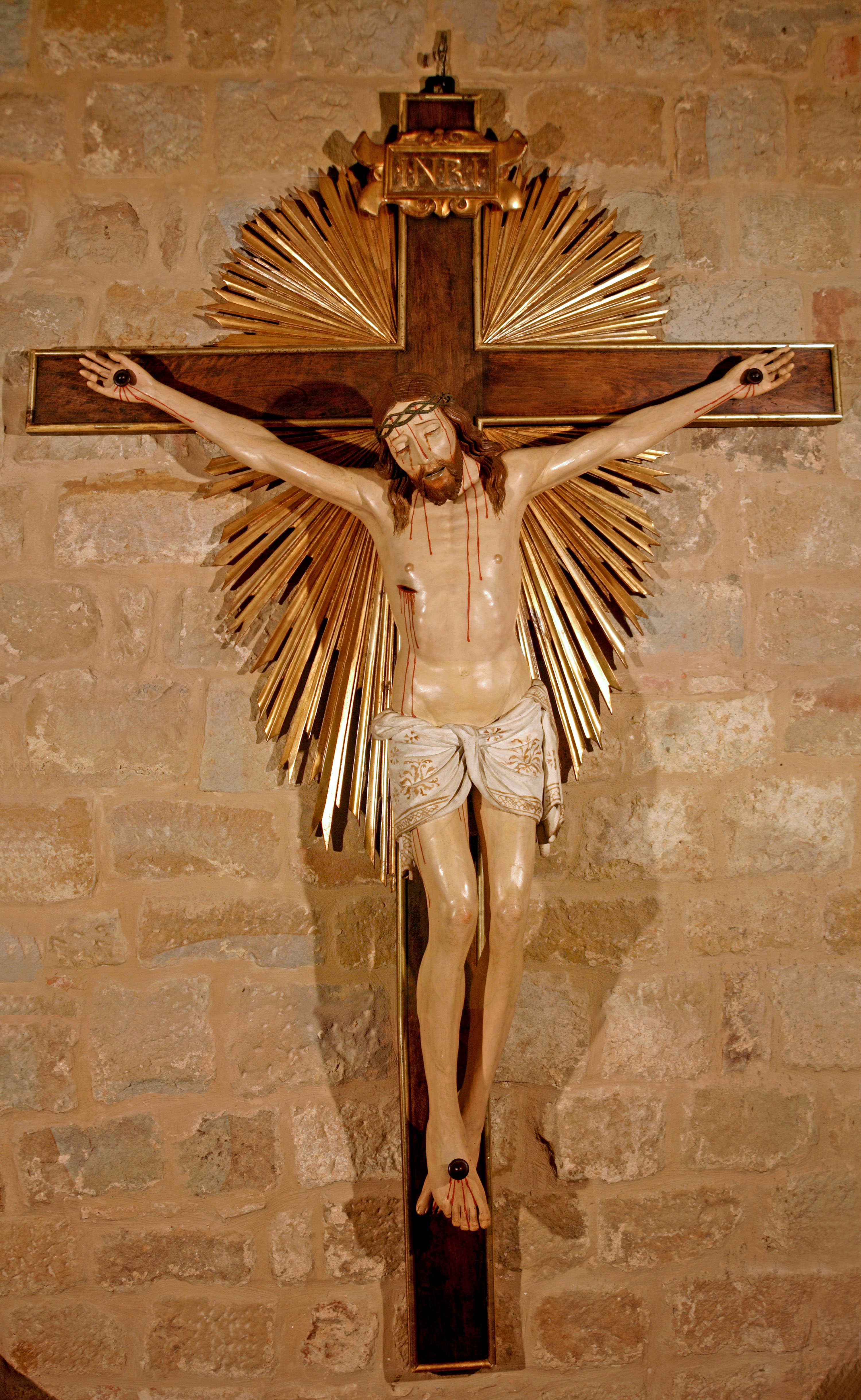
Crocifisso ligneo, Domenico Indivini, fine XV - inizio XVI secolo, monastero santa Chiara (Camerino)

### Crocifisso di Domenico Indivini
Il crocifisso, databile alla fine del XV secolo, si trovava prima del terremoto all'interno della chiesa di Santa Chiara, al di sopra dell'altare maggiore. Successivamente spostato nella nuova chiesa di Santa Chiara, ugualmente posizionato sopra l'altare.
L’esemplare è stato ricavato da due pezzi di legno di noce, uno per la testa, il torso e le gambe, e l’altro per le braccia. 
Il Cristo in croce ha il volto reclinato, con gli occhi semichiusi e rivoli di sangue che gli attraversano il viso e il petto, realizzati in resina. Il sangue sgorga anche dalla ferita al costato e da quelle alle mani e ai piedi. Il corpo è percorso da vene in evidenza che contribuiscono a indicare il carattere sofferente di Gesù. 
Il Crocifisso può essere attribuito a Domenico Indivini che nel 1489 aveva lavorato al coro del monastero.

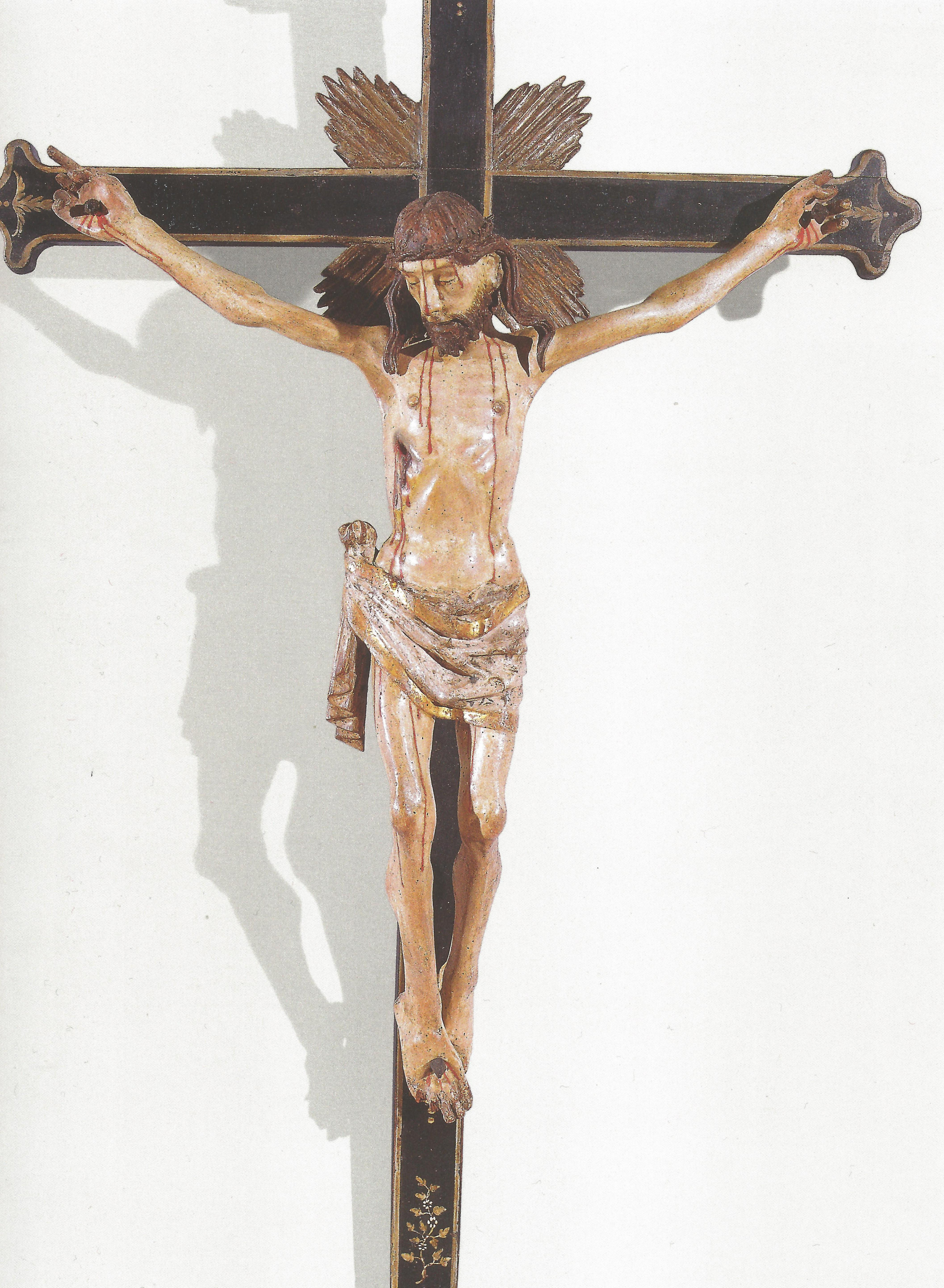
Crocifisso ligneo di maestro tedeschizzante, fine XV secolo, monastero santa Chiara di Camerino

### Crocifisso di santa Camilla Battista
Il crocifisso ligneo, appartenuto a suor Battista, è da attribuire a un artista che lo realizza probabilmente nell'ultimo quarto del XV secolo, basandosi su modelli stilistici tedeschi. 
Come era consuetudine, il crocifisso è stato ricavato da due pezzi di legno, un tronco per la testa, il torso e le gambe, e un pezzo per le braccia. Si tratta di una scultura policroma e polimaterica: i capezzoli di Cristo sono costituiti da due perni e la corona di spine è formata da una corda sulla quale in origine erano fissate delle spine. La scultura esprime una straordinaria carica patetica attraverso il volto sofferente di Gesù, divenuto una maschera di sangue, e l’accentuata magrezza del corpo. Immagini di questo tipo erano particolarmente care all'Ordine francescano perché avevano lo scopo di generare forti emozioni nel fedele. 
Nella sua autobiografia, la Vita Spirituale, suor Battista testimonia la sua grande devozione nei confronti del crocifisso, scrivendo che ogni venerdì, inginocchiata di fronte ai piedi di Cristo, si sforzava di produrre almeno una lacrima in memoria dei dolori vissuti da Gesù durante la Passione. Anche se non è possibile affermare con certezza che questo crocifisso sia lo stesso di cui parla la santa nei suoi scritti, il racconto documenta le modalità di fruizione di queste opere nella devozione privata.

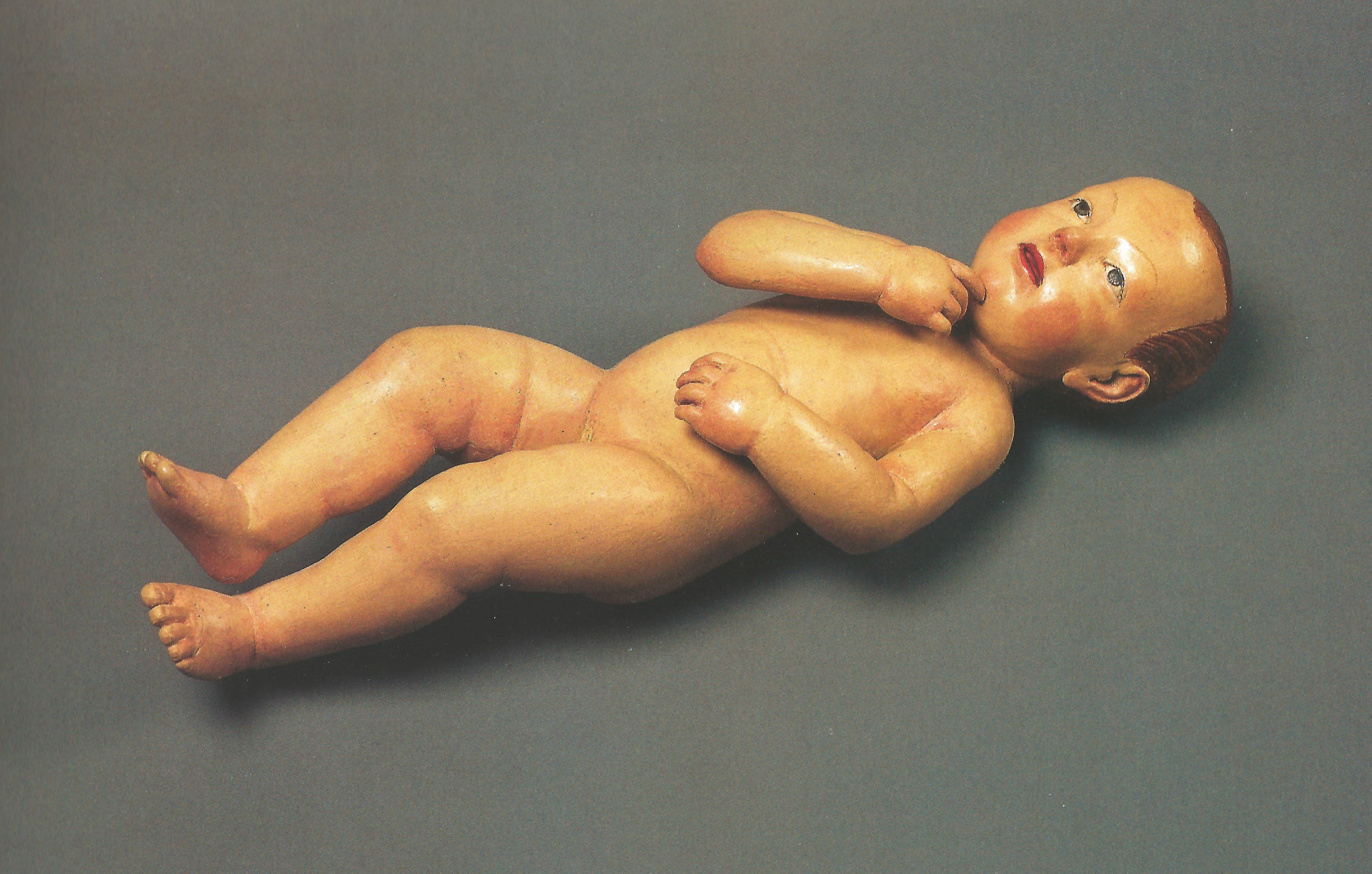
Statua lignea del bambinello di Santa Camilla Battista da Varano, realizzato da Domenico Indivini negli anni '90 del XV secolo

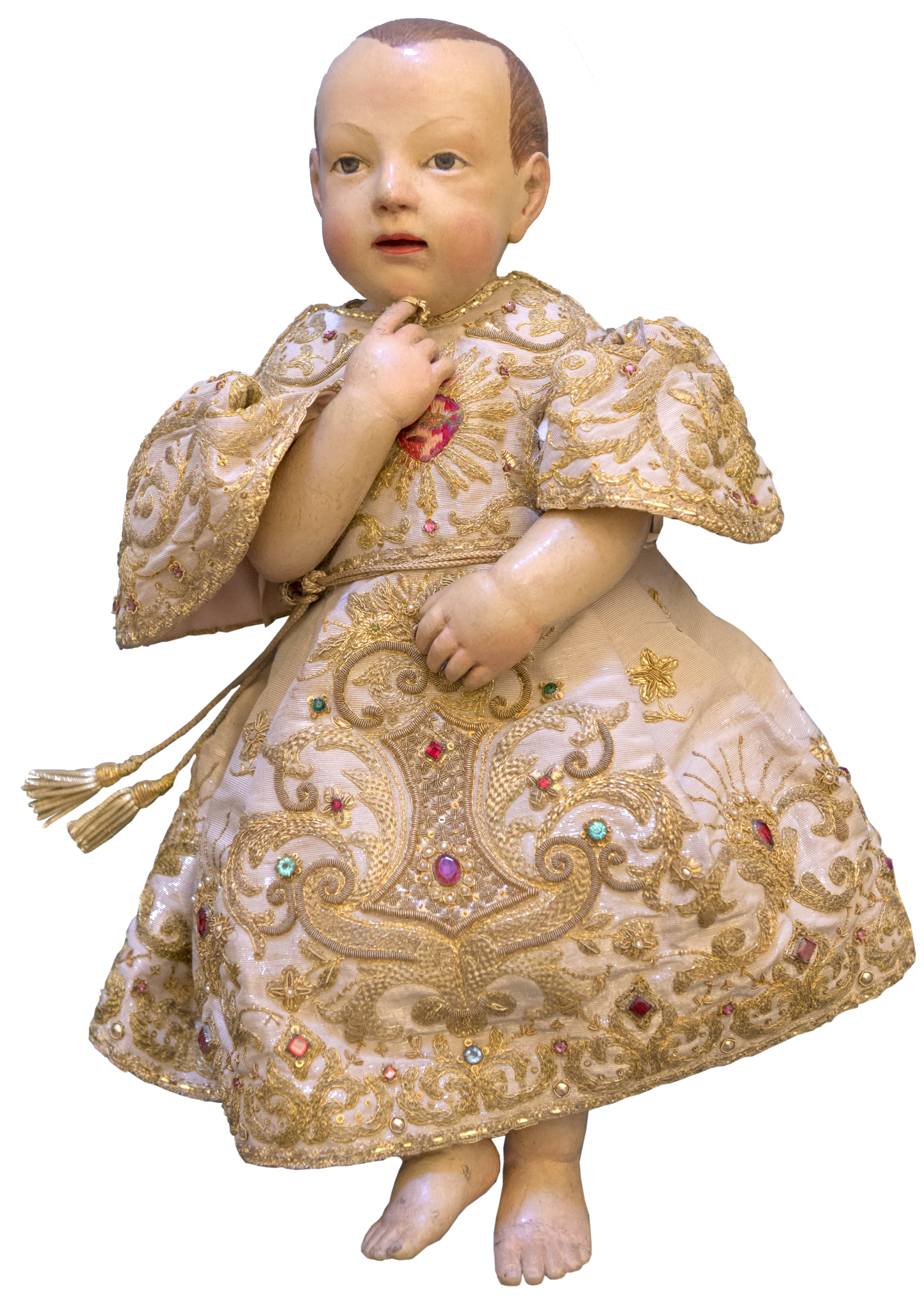
Statua lignea del Bambinello di santa Camilla Battista da Varano, anni Novanta del XV secolo, con abito del XVIII secolo

### Bambinello di santa Camilla Battista
Il Bambinello è una scultura lignea del XV secolo raffigurante un piccolo Gesù bambino da presepe. La scultura è attribuita all'intagliatore Domenico Indivini, in virtù delle sue caratteristiche stilistiche e del rapporto che l'artista intrattiene coi francescani di Camerino. Lo scultore infatti realizza nel 1489 il coro del monastero e un crocifisso.
Al momento del ritrovamento il Bambinello era abbigliato con una sontuosa veste settecentesca, una corona e altri monili. La scultura viene mostrata ancora con questo aspetto il giorno dell’Epifania, in occasione del rito del bacio del Bambinello. Il restauro ha riportato però la scultura al suo stato originario: le brache ingessate che erano un’aggiunta posteriore sono state eliminate ed l Bambinello, sotto la sontuosa veste, è nudo. 
Il piccolo, atteggiato in una posa molto naturale, sta portando un dito sotto il mento, in un gesto che incita al silenzio, in riferimento ai momenti di meditazione della clausura. A questo dito il Bambinello porta un anellino settecentesco che è legato a una curiosa leggenda: secondo la tradizione orale suor Battista, durante una delle sue esperienze mistiche, avrebbe chiesto al Bambinello di donarle il suo anello, ma il piccolo Gesù, per impedirle di averlo, lo avrebbe portato al mento, facendo in modo che, finita la visione, la santa non potesse più sfilarlo. È chiaro il riferimento allo sposalizio mistico che è particolarmente significativo per la figura di suor Battista, la quale aveva un rapporto molto personale con la figura di Cristo. 
Secondo un'altra tradizione sarebbe stato il beato Pietro da Mogliano, padre spirituale di suor Battista, a donare il piccolo Gesù alla santa, in quanto era usanza comune dei padri spirituali regalare Bambinelli alle fanciulle nel momento in cui entravano in monastero.

### Coro
Il coro del Monastero Santa Chiara di Camerino è un'opera lignea firmata e datata 1489 da Domenico Indivini, realizzata su commissione di suor Battista da Varano, che probabilmente fornisce anche il programma iconografico degli stalli.

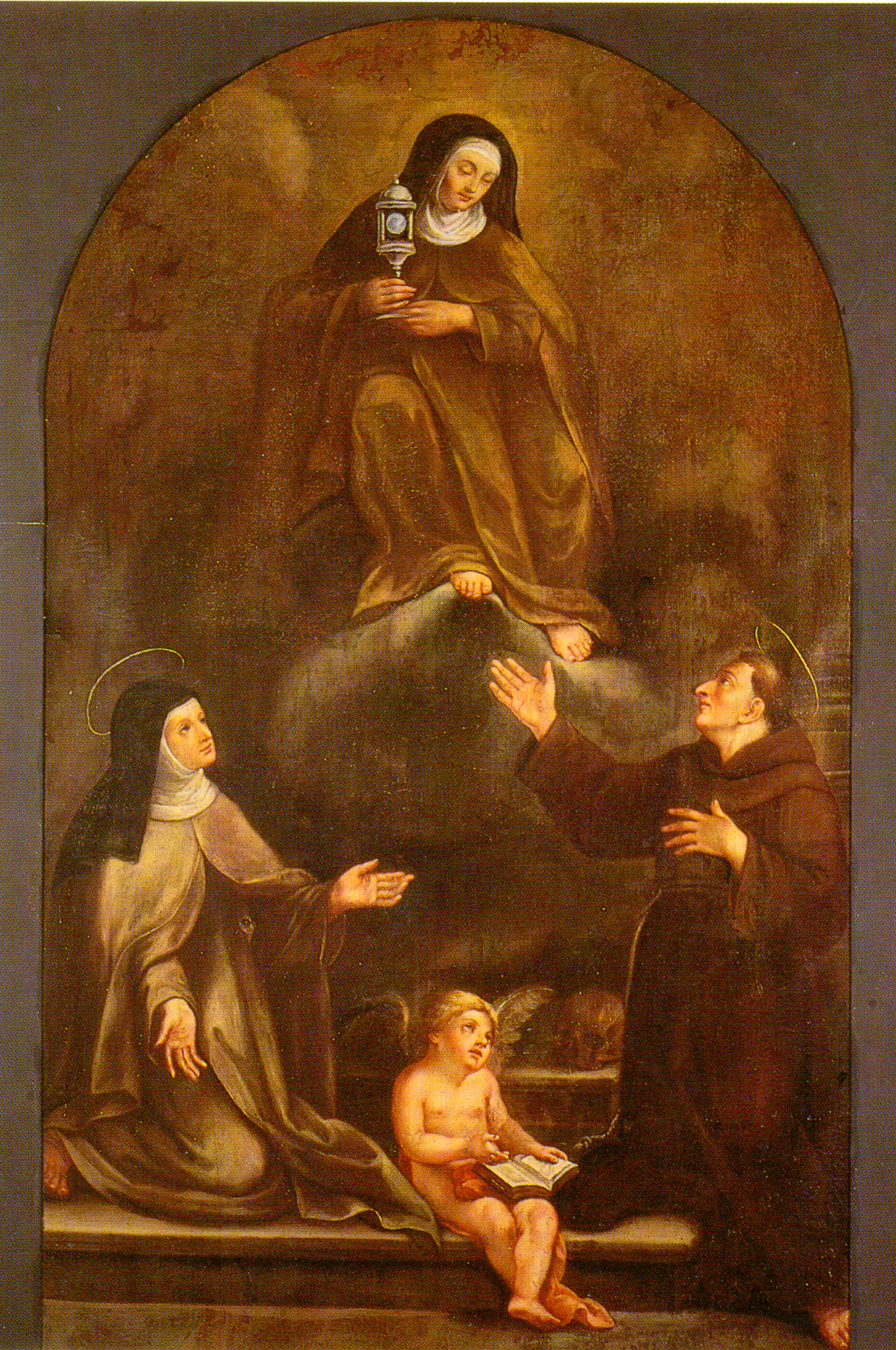
Santa Chiara, santa Camilla Battista da Varano e il beato Pietro da Mogliano, olio su tela del 1760 circa, pala d'altare della chiesa di santa Chiara di Camerino

### Pala dell'altare maggiore
Il dipinto rappresenta santa Chiara con santa Camilla Battista da Varano e il beato Pietro da Mogliano.
Si tratta di un olio su tela con una complessa vicenda conservativa. La prima fase pittorica risale al Seicento: l’artista, di cui non si conosce il nome, aveva rappresentato due personaggi che si trovavano nella stessa posizione di suor Battista e Pietro da Mogliano, ed erano inginocchiati ai piedi di un altare. 
Il dipinto che si vede è il risultato di una seconda stesura, databile al 1760, anno della beatificazione di fra Pietro da Mogliano, che è raffigurato infatti con l’aureola. L’opera ha subito un ulteriore rifacimento che ha comportato l’aggiunta dell’aureola anche a suor Battista: questo permette di collocare l’intervento dopo il 1843. Un'altra modifica ha riguardato la figura di santa Chiara che in origine teneva in mano un calice, il quale è invece stato sostituito dall'attributo tradizionale della santa, ovvero l’ostensorio, con cui nel 1240 Chiara aveva cacciato i saraceni da Assisi. Santa Chiara è raffigurata in procinto di scendere da una nube guardando il beato Pietro che ricambia lo sguardo. Sulla sinistra suor Battista osserva gli altri due personaggi con le braccia spalancate: questa gestualità indica che la santa sta vivendo una visione mistica. 
La tela era stata pensata per l'altare maggiore ma, dalla fine del XIX secolo, viene alternativamente sostituita con la tela realizzata nel 1882 da Orazio Orazi, raffigurante I funerali della beata Battista Varano dei duchi di Camerino. Dopo il 1962 viene definitivamente posto sull'altare il crocifisso di Domenico Indivini e la pala con santa Chiara trova posto in fondo alla chiesa.